# Clare Graves
Pour les articles homonymes, voir Graves.
Clare W. Graves (21 décembre 1914 – 3 janvier 1986) est un professeur de psychologie américain à l'origine d'une théorie en psychologie évolutionniste.

## Biographie
Né à New Richmond dans l'Indiana, il reçoit son doctorat en psychologie de Western Reserve University à Cleveland dans l'Ohio. Dans les années 1950, il enseigne à l'Union College à New York où il développe un modèle épistémologique pour la psychologie. Il déclare plus tard qu'il a puisé son inspiration auprès de ses étudiants lors d'un cours d'introduction à la psychologie alors qu'il se voit incapable de dire quelle théorie est meilleure que les autres parmi celles existantes puisqu'elles contiennent toutes, selon lui, des éléments de vérité.

## Développement de sa théorie
Dans le but de répondre ultérieurement à cette même question et pour établir un pont entre des théories apparemment différentes, Graves développe une théorie permettant de réconcilier les approches de la nature humaine et de la maturité psychologique. Il rassemble une quantité d'informations entre les années 1952 et 1959 et fait des tests qui conduisent à la fondation de sa théorie qu'il nomme "The Emergent Cyclical Levels of Existence Theory" (ECLET) (théorie de l'émergence cyclique des niveaux de l'existence).
Graves pense que de nouvelles connexions neuronales dynamiques s'assemblent automatiquement dans le cerveau humain en réponse à l'évolution des questions existentielles et sociales. Sa théorie soutient la possibilité que "la nature de l'homme n'est pas un ensemble statique, elle est perpétuellement émergente, c'est un système ouvert et non fermé".
Un certain nombre de personnalités aux États-Unis ont été influencées par cette théorie, comme Christopher Cowan, Don Beck, Dudley Lynch et Ken Wilber.

## Les niveaux d'évolution de la conscience
Clare Graves considère que les êtres humains se développent en passant par une succession de «niveaux» ou d'états, mis en rapport avec une grille de lecture du monde. À chaque niveau, une personne apprend à agir d'une manière qui est en accord avec ce niveau particulier. Deux déterminants influencent cette évolution : le type de contraintes issues de l’environnement auxquelles il faut répondre ; l’équipement neuropsychologique préexistant, sur lequel peut s’appuyer la personne (dont Graves considère donc qu’il change, sur la base de plasticité cérébrale, dont la réalité sera attestée scientifiquement par la suite grâce notamment aux neurosciences). Au fil de l’évolution, chaque complexe bio-psycho-social correspondant au stade le plus élevé d’une époque se construit en s’appuyant sur la strate de développement qui l’a précédé.
En outre, cette évolution alterne (modèle de la spirale) entre une dominance de focalisation sur le monde extérieur associée à la tentative de le modifier pour le maîtriser (external focus – hémisphère gauche) et une dominance de focalisation sur le monde interne (le but tourné vers soi étant d’acquérir la paix intérieure – dominance de l’hémisphère droit). Dans la formalisation sous forme de spirale, cela correspond aux deux côtés de celle-ci.
La psychologie d’un individu est donc tributaire du stade de fonctionnement auquel il s’est stabilisé. Il n’y a aucun espoir de dégager une théorie psychologique universelle qui ne tiendrait pas compte de ces changements évolutifs de mode de fonctionnement. Graves considère 8 niveaux d'évolution, 6 correspondent à un premier cycle (first tier), le passage au niveau 7 correspond pour lui à un changement beaucoup plus radical (second tier - quantum leap).
Ainsi, en 1980, Graves considère qu'une société comme le Japon est arrivée au stade 6 du modèle (FS) et que les États-Unis sont en transition vers le stade 7 (AN). Si les six premiers stades présentent pour Graves une cohérence différente de ce qui apparaît à partir du niveau 7, c'est parce qu'ils sont qualifiés de stades orientés vers la subsistance individuelle (premier cycle), alors qu’à partir du 7, les stades deviennent orientés vers l’être et (conception plus récente) la subsistance de l'espèce, du vivant sur terre (second cycle). Le second cycle se caractérise en effet par la prise de conscience d’enjeux de survie globaux (liés donc à la conscience de l’interdépendance du vivant, elle-même liée à une sensibilité aux problématiques écologiques).
Sa théorie sera affinée par deux de ses élèves, Don Beck et Christopher Cowan qui développeront le modèle de la spirale dynamique. Cowan  gère avec Natasha Todorovic un site consacré à Clare Graves. La théorie  sera largement reprise par Ken Wilber, ainsi que par les tenants de la théorie intégrale .
|   | Intitulé                                                                 | Quelques traits centraux |
| - | ------------------------------------------------------------------------ | --- |
| 1 | Automatique (A-N)                                                        | Motivé par la survie et les besoins de base du corps                                                                              |
| 2 | Tribalistique (B-O)                                                      | Recherche de la stabilité sociale, utilisation de totems et tabous                                                                |
| 3 | Egocentrique (C-P)                                                       | Affirmation de la puissance individuelle et utilisation de la force afin d’acquérir dans l’instant des objets de désir            |
| 4 | Régulé (D-Q)                                                             | Reconnaissance de la valeur des règles, marqué par l'accent sur la religion                                                       |
| 5 | Matérialiste (E-R)                                                       | Autorité de la raison individuelle, du pragmatisme centré sur soi                                                                 |
| 6 | "Persolaliste" (F-S)                                                     | Souci d'appartenance, d’inclusion communautaire, souci des autres, relativisme culturel, retour de l'émotion et du corps          |
|   | - - - - Passage au second cycle (saut qualitatif sans précédent) - - - - | |
| 7 | Existentiel-Cognitif (G-T)                                               | Au seuil de la conscience en tant qu’humanité intégrée, reconnaissance de la valeur de chacun des stades (1 à 6) qui la composent |
| 8 | Existence-Expérientialiste (H-U)                                         | Au-delà de l'animal - besoin de rendre la vie stable dans son long terme                                                          |

## Débats scientifiques - influence de Maslow
D’aucuns ont souligné les similitudes entre les stades définis par Graves et la pyramide des besoins de Maslow, qui comporte cinq niveaux (besoin de sécurité, appartenance, ...actualisation du soi), et dont le dernier stade a été à la fin de sa vie remplacé par « transcendance du soi ». 
Graves et Maslow ont fréquenté les mêmes cercles académiques et débattu des mérites de leurs systèmes respectifs .
Les débats ont notamment porté sur la nature des stades en émergence sur le modèle de Graves et sur les besoins supérieurs, sur la pyramide de Maslow. Selon Albion Butters, ce sont les échanges avec Graves qui ont amené Maslow à modifier le dernier niveau de besoin de sa pyramide, d’abord intitulé besoin d'actualisation du soi, puis devenu besoin de transcendance. Ce serait également les échanges avec Maslow qui aurait amené Graves à considérer que l’échelle est ouverte, que l’histoire de la conscience humaine ne s’arrête pas au huitième niveau décrit par Graves.